# La República (publicación digital)
La República, conocido como Directe hasta 2018, es un medio de comunicación digital español en lengua catalana que se puso en marcha el 16 de abril de 2007, bajo la dirección de Joan Camp. El diario sigue una línea editorial a favor de la independencia de Cataluña. En sus inicios fue desarrollado y gestionado por la empresa catalana Tirabol Produccions.
Un año más tarde, el 16 de abril de 2008, el historiador y político Oriol Junqueras relevó a Joan Camp en la dirección del medio digital, y la asociación Colectivo 2014, encabezada por el político Joan Puig, tomó el relevo a la empresa Tirabol Producciones. Oriol Junqueras dejó la dirección en 2009 para centrarse en las elecciones al Parlamento Europeo, en la lista de Esquerra Republicana de Cataluña. Poco más tarde, la empresa Catmèdia Global, liderada por Joan Puig, toma el control total de la gestión del diario.
Según un estudio realizado el mes de abril de 2012 por la Fundació CatDem y la Universidad Internacional de Cataluña (UIC) a partir de encuestas realizadas a 99 diputados del Parlamento de Cataluña, directo!cat aparece como el diario digital preferido por los diputados de Esquerra Republicana de Catalunya (ERC). En octubre de 2013 tuvo 251.435 navegadores únicos, mientras que en septiembre de 2015  recibió 760.160.